# Florin Ganea
Florin Ganea (* 4. April 1976 in Bacău; † 9. September 2015 ebenda) war ein rumänischer Fußballspieler.

## Sportlicher Werdegang
Ganea entstammte der Jugend des FC Selena Bacău, für den er am Ende der Spielzeit 1994/95 in der zweitklassigen Divizia B im Erwachsenenbereich debütierte. Auf sein Erstligadebüt musste er jedoch trotz Aufstiegs zum Saisonende warten, da er um Spielpraxis zu sammeln an den Zweitligisten Cetatea Târgu Neamț verliehen wurde. Nach einer Spielzeit, in der er in 26 Spielen vier Tore erzielt hatte, kehrte er zum nun als FCM Bacău firmierenden Klub zurück und avancierte hier in den folgenden Jahren zum Stammspieler. Bis 2006 lief er für den Klub auf, nur unterbrochen durch ein erneutes Leihgeschäft in  der Spielzeit 2002/03 zum Drittligisten Laminorul Roman.
Nach dem Abstieg in die Zweitklassigkeit 2006 wechselte Ganea innerhalb der Liga 1 zu Unirea Urziceni. Hier blieb ihm jedoch nur die Rolle eines Ergänzungsspielers und, nachdem er in der Hinserie der Spielzeit 2007/08 gänzlich ohne Ligaeinsatz geblieben war, zog Anfang 2008 zu Gloria Bistrița weiter. 2008 kehrte er in seinem Heimatort zurück, wo er fortan für den Amateurverein FC Știința Bacău spielte.
Nach seinem Karriereende gründete Ganea eine Fußballschule unter dem Namen „Sporting Bacău“. Während eines Trainings mit Kindern brach er zusammen und verstarb im Alter von 39 Jahren an einem Herzinfarkt.